# 중화인민공화국을 배경으로 한 작품 목록
중국은 외국 문화 콘텐츠 속에서 자주 사용되는 소재 중 하나이다.

## 작품 목록

### 영화
- 《베스트 키드》: 베이징의 배경이다. CCTV가 나온다.
- 《루퍼》: 상하이의 배경이다.
- 《지오스톰》: 상하이의 배경이다.
- 《찰리와 초콜릿 공장》: 초콜릿을 가져가는 아이들 장면이 나온다.
- 《퍼시픽 림》: 홍콩의 배경이다.
- 《퍼시픽 림: 업라이징》: 상하이에 샤오 산업이 나오며 샤오 인더스트리가 나온다.
- 《강철비》: 중국의 배경이다.
- 《백두산》: 조선민주주의인민공화국의 수도 평양과 백두산을 배경으로 한 영화다.

### 애니메이션
- 《소드 아트 온라인 앨리시제이션 War of Underworld》: 15화

### 게임
다수의 비디오 게임이 자신과 그 적의 경계나 권선징악의 주제를 분명히 하고 있기 때문에 중국을 소재로 한 게임은 대부분 해외에서 제작된다. 
- 《오버워치》: 리장 타워가 있다.